# Brachymeria fervida
Brachymeria fervida is een vliesvleugelig insect uit de familie bronswespen (Chalcididae). De wetenschappelijke naam is voor het eerst geldig gepubliceerd in 1852 door Walker.